# Dub Pistols
Dub Pistols es una banda de música dub y big beat con base en Londres, Reino Unido. Fue fundada en el 1996 por el productor, promotor, locutor de radio, y exlíder de la banda de acid house Dèja Vú, Barry Ashworth. Sus otros miembros que componen la banda son el productor y bajista Jason O'Bryan, el productor y letrista oriundo de Brooklyn, el vocalista T.K. Lawrence, y el arreglista Steve Hunt. En sus trabajos se destacan la colaboración de prestigiosos artistas como el rapero británico Blade, James Sheffield Dewes (JMS), Horace Andy, Rodney P, Lindy Layton, una exintegrante de Beats International, conocido en la década de 1990 por el éxito "Dub Be Good to Me", y Terry Hall, el cantante de The Specials, quien contribuyó en uno de los éxitos de la banda, "Problem Is", que logró alcanzar en 2003 la posición #66 en las listas musicales del Reino Unido.
El estilo musical del grupo se desarrolla en varias direcciones: dub, hip hop, big beat, ska, reggae o punk con una cierta influencia de la música jamaiquina y la electrónica. Este estilo puede variar de un álbum a otro, o de una canción a otra.

## Discografía

### Álbumes de estudio
- Point Blank (1998)
- Six Million Ways to Live  (2003)
- Speakers and Tweeters (2007)
- Rum & Coke (2009)
- Worshipping the Dollar (2012)
- Return of the Pistoleros (2015)

### Sencillos
- 1996: "There's Gonna Be a Riot"
- 1997: "Best Got Better"
- 1997: "Westway EP"
- 1998: "Cyclone" UK #63
- 2001: "Official Chemical"
- 2001: "Still Living"
- 2003: "Problem Is" (con Terry Hall) UK #66
- 2004: "Soul Shaking"
- 2004: "World Gone Crazy"
- 2007: "Rapture" (con Rodney P & Terry Hall)
- 2007: "Peaches" (con Terry Hall)
- 2007: "Open" (con TK & Blu Jemz)
- 2008: "Running From the Thoughts" (con Terry Hall)
- 2009: "Back to Daylight" (con Ashley Slater)
- 2009: "I'm In Love" (con Lindy Layton & Rodney P)
- 2010: "Ganja" (con Rodney P)
- 2012: "Alive" (con Red Star Lion)
- 2012: "Mucky Weekend" (con Rodney P)
- 2012: "Rock Steady" (con Lindy Layton & Rodney P)

### Remixes
- 1996: Space Monkeys – Acid House Killed Rock And Roll
- 1997: Arkarna – The Futures Overrated
- 1997: Arkarna – Eat Me
- 1997: Audioweb – Faker
- 1997: Korn – Good God
- 1997: Bush –  History
- 1997: Moby – James Bond Theme
- 1997: Beachcomas – It's Eggyplectic
- 1998: Natalie Imbruglia – Smoke
- 1998: Dee Patten – Who's The Bad Man?
- 1998: Dust Junkys – Nothin' Personal
- 1998: Hurricane #1 – Only The Strongest Will Survive
- 1998: Girl Eats Boy – Napalm In Bohemia
- 1998: Lisahall – Comatose
- 1998: Supercharger – Widemouth
- 1998: Danmass – Gotta Learn
- 1998: DJ Spooky That Subliminal Kid – Peace In Zaire
- 1998: The Creatures – Thank You
- 1999: Sly and Robbie – Fatigue Child
- 1999: Freestylers – B-Boy Stance
- 1999: Filter – The Best Things
- 1999: Banco de Gaia – I Love Baby Cheesy
- 1999: Bow Wow Wow – Eastern Promise
- 1999: Rob Zombie – Spookshow Baby
- 1999: Wide – Rocktronix
- 2000: Peplab – It's Not The Drug (Battle Remix)
- 2001: Limp Bizkit – My Way
- 2001: The Crystal Method – You Know It's Hard
- 2001: The Crystal Method – Murder
- 2001: Scapegoat Wax – Aisle 10 (Hello Allison)
- 2003: George Mike – Casual Sex
- 2003: Squint – What Is Electro?
- 2005: Warren Suicide – I Know U
- 2006: The Crystal Method – Do It
- 2007: Undercut – Hot In That
- 2009: Lily Allen – The Fear
- 2012: Lady Waks Feat. MC Manic – Round The Globe
- 2012: Ian Brown – Dolphins Were Monkeys